# Magín Díaz
Luis Magín Díaz García (Gamero, 30 de diciembre de 1922-Las Vegas, Nevada; 28 de noviembre de 2017) fue un cantante y compositor colombiano de música popular. Se le atribuyen grandes canciones de la música caribeña, y desde el anonimato influenció la industria musical y el acervo popular de la música afrocolombiana.

## Biografía
Magín fue hijo de Domingo Díaz y Felipa García. Su padre era trabajador del campo y cantador de Son de Negro y bailarín, su madre fue una reconocida cantadora de bullerengue a finales del siglo XIX y principios del XX. Él nació en la pobreza y fue campesino, sembrador y laboró, durante su infancia, en el Ingenio Gran Central Colombia en Sincerín, Bolívar. Debido a la migración cubana en la industria azucarera, en el ingenio aprendió tonadas y sones que influenciarían su labor creativa por años. No tuvo oportunidades de educación formal y no aprendió a leer ni a escribir. Desde muy joven manifestó sus dotes para la música. Enseñado por su padre, con nueve años, cantaba, componía y tocaba los instrumentos de percusión propios del bullerengue y la cumbia.
Su vida transcurrió en el anonimato, pues una abundante cantidad de cantos, versos y toques de tambor se conservaron por tradición oral en medio de la invisibilidad ante los ojos culturales de la nación, que desde el siglo XIX hasta 1991 promovió la música del interior como identidad nacional dentro de una agenda política centralista.
Se le atribuye la versión en chalupa del tema “Rosa (qué linda eres)”, canción de 1927 original del Sexteto Habanero, popularizada posteriormente por Carlos Vives, Irene Martínez y Joe Arroyo. Incursionó en la industria discográfica de los años 80 como miembro de Los Soneros de Gamero y los Wadingos. Sin embargo, estas grabaciones no superaron la marginalidad política y social de Colombia. El reconocimiento llegó después de sus 90 años de edad. Su primera grabación en edad mayor fue Magín y Santiago, publicada por Páginas de Cultura en 2012. Posteriormente vino Magín Díaz y el Sexteto Gamerano en 2015 y El Orisha de la Rosa en 2017. Este último, resultó de la colaboración de numerosos artistas musicales, gráficos, visuales, audiovisuales, productores y admiradores que apoyaron su producción e incluye colaboraciones con Carlos Vives, Totó la Momposina, Petrona Martínez, Celso Piña, Monsieur Periné , Bomba Estéreo y varios más. Fue también el resultado de cuatro años de investigación y producción musical y sumó talentos de un centenar de músicos, ingenieros y artistas provenientes de 4 continentes, 13 países y más de 45 localidades. El disco fue dirigido por Noname y producido por Manuel García-Orozco y Christian Castagno El reconocimiento llegó tarde y a sus 95 años ganó el Premio Nacional Vida y Obra del Ministerio de Cultura, el cual es el mayor reconocimiento del gobierno colombiano a un artista por sus aportes al enriquecimiento de la cultura colombiana El 16 de noviembre de 2017 arribaría, junto a su hijo Domingo Díaz, a Las Vegas, Nevada para asistir a la ceremonia de la decimoctava entrega de los Grammy Latinos, por las dos nominaciones que su último disco El Orisha de la Rosa había recibido a Mejor Álbum Folclórico y Mejor Diseño de Empaque y al homenaje que la Academia Latina de la Grabación le tenía preparado, al ser el nominado de mayor experiencia en la historia de la entidad. Ese mismo día ingresaría en el Desert Spring Hospital Medical Center por un malestar general, donde además le tratarían por una arritmia cardiaca. Estando hospitalizado, se alzaría con el primer Grammy Latino al Mejor Diseño de Empaque. El Maestro Magín continuaría hospitalizado hasta el 28 de noviembre de 2017, día en el cual, por su último disco, sería nominado en los Premios Grammy a Mejor Empaque De Una Grabación. Tras presentar mejoría en su estado de salud, ese mismo día, de la mano de su hijo y acompañado por un par de amigos, una crisis respiratoria terminó con su vida en el Desert Spring Hospital Medical Center en Las Vegas, Nevada.